# Binaural
| 전문가 평가          | 전문가 평가 |
| 총 점수              | 총 점수     |
| 출처                 | 점수        |
| -------------------- | ----------- |
| 메타크리틱           | 69/100      |
| 평가 점수            |             |
| 출처                 | 점수        |
| AllMusic             | [ 2 ]       |
| Entertainment Weekly | B+          |
| The Guardian         | [ 4 ]       |
| NME                  | (9/10)      |
| Q                    | [ 6 ]       |
| Robert Christgau     | [ 7 ]       |
| Rolling Stone        | [ 8 ]       |
| Spin                 | [ 9 ]       |
| Time                 | (favorable) |

《Binaural》은 2000년 5월 16일, 에픽 레코드를 통해 발매된 미국의 록 밴드 펄 잼의 여섯 번째 스튜디오 음반이다. 이전 음반인 《Yield》 (1998년)를 지원하기 위해 본격적인 투어를 마친 후, 펄 잼은 1999년 말에 새 음반 작업을 시작하기 전에 잠시 휴식을 취했다. 음반 제작 과정에서 밴드는 가수 에디 베더의 작가의 폐색, 기타리스트 마이크 매크리디가 처방약 중독으로 재활에 들어가는 등의 장애를 겪었다. 이 음반은 1998년의 Yield Tour에서 잭 아이언스를 대체하기 위해 합류한 전 사운드가든 드러머 맷 캐머런이 참여한 펄 잼의 첫 번째 음반이다.
음반에 수록된 음악은 실험적인 사운드를 특징으로 하며, 바이노럴 레코딩 기법을 사용한 노래에서 분명하게 드러난다. 주로 사회적 비판을 다루는 침울한 가사가 특징인 분위기 있는 트랙은 밴드가 커버 아트에서 성운의 이미지로 이러한 주제를 전달하도록 이끌었다. 《Binaural》은 긍정적인 평가를 받았고, 빌보드 200에서 2위로 데뷔했다. 비록 이 음반은 미국 음반 산업 협회에 의해 골드 인증을 받았지만, 미국에서 플래티넘 지위에 도달하는 데 실패한 최초의 펄 잼 스튜디오 음반이 되었다. 이 음반의 2000년 투어는 많은 공식적인 해적판 발매를 했다.

## 녹음
《Yield》의 과정과 마찬가지로 밴드 멤버들은 함께 녹음 세션을 시작하기 전에 개별적으로 자료 작업을 했다. 리드 보컬리스트 에디 베더는 이 음반의 제작을 "건설 작업"이라고 불렀다. 《Binaural》은 브렌던 오브라이언이 프로듀싱하지 않은 밴드의 데뷔 이후 첫 번째 음반이었다. 스톤 고사드는 밴드가 "새로운 것을 시도할 때가 된 것 같다"며 "변화를 위한 준비가 되어 있다"고 말했다. 대신 밴드는 바이노럴 레코딩의 사용으로 유명한 프로듀서 채드 블레이크를 고용했다. 고사드는 어쿠스틱 〈Of the Girl〉과 같은 여러 트랙에서 마이크 두 개를 사용하여 스테레오를 내는 바이노럴 레코딩 기법을 사용했다. 이 음반은 드러머 잭 아이언스가 떠난 후 첫 펄 잼 스튜디오 음반이었으며, 이전에 펄 잼의 미국 Yield Tour에서 드럼을 쳤던 사운드가든의 드러머 맷 캐머런이 참여했다.
《Binaural》은 1999년 말과 2000년 초 워싱턴주 시애틀에서 기타리스트 스톤 고사드가 소유한 스튜디오 리토에서 녹음되었다. 이 음반은 처음에 블레이크와 함께 캘리포니아주 로스앤젤레스의 선셋 사운드 팩토리에서 혼합되었지만, 밴드는 혼합이 어떻게 이루어졌는지에 대해 불만을 나타냈다. 마이크 매크리디에 따르면 블레이크의 작업은 〈Nothing as It Seek〉와 같은 느린 곡들을 잘 보완했지만, 밴드가 더 무겁게 들리기를 원했던 다른 곡들과의 문제에 직면했다. 더 무거운 곡들을 위해, 이 그룹은 조지아주 애틀랜타의 서던 트랙스에 있는 그의 믹싱 시설에서 트랙을 리믹스한 전 프로듀서 오브라이언을 데려왔다. 오브라이언과 함께 이 음반의 최종 순서를 결정했다.
음반을 쓰고 녹음하는 동안 밴드는 몇 가지 장애물에 부딪혔다. 베더는 음반 작업을 하는 동안 작가의 폐색으로 인해 가사를 생각해 내는 것이 어려웠다고 인정했다. 이는 음반의 마지막에 등장하는 타자기의 소리로 구성된 히든 트랙 〈Writer's Block〉에 영감을 주었고, 트랙 〈Parting Ways〉에서 6분 50초에 시작한다. 베더는 〈Insignificance〉와 〈Grievance〉를 포함한 여러 곡의 음악을 작곡했지만, 곡의 가사를 생각하는 데 어려움을 겪었다. 그는 더 이상 음악을 쓰지 않기로 결심했고, 기타 연주를 금지하는 등 가사에만 집중하기로 했다. 더 이상 가사를 쓸 수 없게 된 베더는 우쿨렐레를 보고 "기타가 아니다"라고 생각했고 우쿨렐레를 사용하여 〈Soon Forget〉이라는 곡을 썼다. 기타리스트 마이크 매크리디는 처방약에 중독되어 치료를 받기 위해 재활에 들어갔다. 고사드는 매크리디의 부재와 캐머런과의 친숙함 때문에 "모두가 같은 생각이 아니었다"고 회상했다.

## 곡 목록
| #   | 제목                    | 작사·작곡                          | 재생 시간 |
| --- | ----------------------- | ---------------------------------- | --------- |
| 1.  | 〈Breakerfall〉         | 에디 베더                          | 2:19      |
| 2.  | 〈Gods' Dice〉          | 제프 아멘트                        | 2:26      |
| 3.  | 〈Evacuation〉          | 맷 캐머런, 베더                    | 2:56      |
| 4.  | 〈Light Years〉         | 스톤 고사드, 마이크 매크리디, 베더 | 5:06      |
| 5.  | 〈Nothing as It Seems〉 | 아멘트                             | 5:22      |
| 6.  | 〈Thin Air〉            | 고사드                             | 3:32      |
| 7.  | 〈Insignificance〉      | 베더                               | 4:28      |
| 8.  | 〈Of the Girl〉         | 고사드                             | 5:07      |
| 9.  | 〈Grievance〉           | 베더                               | 3:14      |
| 10. | 〈Rival〉               | 고사드                             | 3:38      |
| 11. | 〈Sleight of Hand〉     | 아멘트, 베더                       | 4:47      |
| 12. | 〈Soon Forget〉         | 베더                               | 1:46      |
| 13. | 〈Parting Ways〉        | 베더                               | 7:17      |

## 인증
| 국가                       | 인증     | 판매량/출하량 |
| -------------------------- | -------- | ------------- |
| 오스트레일리아 (ARIA)      | 플래티넘 | 70,000^       |
| 캐나다 (뮤직 캐나다)       | 골드     | 50,000^       |
| 뉴질랜드 (RMNZ)            | 골드     | 7,500^        |
| 영국 (BPI)                 | 실버     | 60,000^       |
| 미국 (RIAA)                | 골드     | 500,000^      |
| ^출하량을 기반으로 한 인증 |          |               |